# دریاچه هامانا
دریاچه هامانا (به ژاپنی: 浜名湖, Hamana-ko)، یک تالاب آب لب‌شور کولاب (جغرافیا) در استان شیزوئوکا، ژاپن است.